# Digitally Controlled Filter
Ett Digitally Controlled Filter förkortat DCF, är ett digitalt styrt filter där filtrets brytfrekvens och resonans etc.. styrs av ett binärt tal. En DCF är ett mycket vanligt byggblock i elektronikkonstruktion och används i allt från musiksynthesizers till radio- och TV-apparater.